# غليندا غوس
غليندا غوس (بالإنجليزية: Glenda Goss)‏ هي مؤرخة أمريكية، ولدت في 1947.